# Johann Riederer
Johann Riederer (* 30. Dezember 1957 in Unterföhring) ist ein ehemaliger deutscher Sportschütze.
Riederer wurde 1986 sowie 1990 Doppelweltmeister im Luftgewehrschießen (jeweils Einzel- und Mannschaftswertung). Er gewann darüber hinaus bei den Olympischen Sommerspielen 1988 und 1992 jeweils die Bronzemedaille mit dem Luftgewehr. 1996 gehörte er ebenfalls zum deutschen Aufgebot bei den Olympischen Spielen.
Für seine sportlichen Erfolge erhielt er am 23. Juni 1993 das Silberne Lorbeerblatt.